# Línea de Canfield
La línea de Canfield (en inglés, Line Intercept Method) es un método de muestreo de la vegetación, diseñado por Ronald H. Canfield, que se basa en trazar líneas rectas verticalmente, de igual medida y al azar, el cual sirve para medir la cobertura de plantas como de  arbustos y árboles, y que además tiene como objetivo estimar la cobertura vegetal, principalmente la cobertura aérea, así mismo este método es importante puesto que ayuda a describir una comunidad vegetal y puede estimar la densidad vegetal.

## Definición
La línea de Canfield también denominado método del transecto o método de línea intercepto se define como un sistema de muestreo de la vegetación, basado en la medición de todas las plantas interceptadas por un plano vertical de líneas de igual longitud que se disponen de manera aleatoria. Se mide la longitud de una especie que es tocada a lo largo de la línea y se relaciona con su longitud total. Dicho método está basado en el principio de reducción del transecto de cinta (belt-transect), obteniendo datos que son tabulados sobre la base de las plantas presentes sobre la línea recta o cinta de medir contando a través de la comunidad bajo estudio. De ésta es obtenida la densidad, cobertura, frecuencia así como el valor de importancia de las especies componentes.

### Origen del método
Fue diseñado por Ronald H. Canfield a fines de los años 30 y principios de los 40, fue uno de los primeros investigadores que estudió el manejo de pastizales en el sudoeste de los EE. UU. De modo que su objetivo fue el diseñar una técnica sencilla y adecuada para determinar la vegetación propia de pastizales desérticas.

## Descripción del método

### Muestreo
La finalidad del muestreo es la estimación de un parámetro poblacional; por ejemplo, la media de la cobertura vegetal (capa de vegetación que cubre la superficie) a partir de una muestra. El muestreo de la cobertura vegetal puede realizarse a modo que en el mapa de la zona que se escogió para hacer el muestreo, se marquen las áreas de vegetación tratadas.
Cada una de esas áreas se pueden recorrer a pie con un GPS, y así poder calcular la superficie de cada área. Posteriormente en el mapa se ubicará al azar, líneas de muestreo de aproximadamente 20 m, y sobre éstas se aplicará el método de línea intercepto, de acuerdo a Canfield, para la evaluación de la cobertura vegetal. Para la aplicación numérica, se deberá tomar información de la estimación de la cobertura vegetal de algún modelo.

## Aplicaciones
En los inventarios de vegetación, frecuentemente se utiliza el muestreo estadístico para obtener información rápida, veraz y económica para la toma de decisiones. El objetivo del muestreo es la obtención de una evaluación descriptiva de algunas características de la población vegetal en estudio, como lo son la cobertura (superficie que ocupa la vegetación) y la densidad (número de individuos vegetales por área). 
El muestreo por línea intercepto considera en la evaluación a aquellos individuos que se cortan por la línea en su parte aérea y se utiliza porque es de fácil aplicación. El uso de la línea intercepto puede definirse como un procedimiento de muestreo de vegetación basado en la medición de todas las plantas interceptadas por un plano vertical de líneas, localizadas aleatoriamente y de igual longitud.
Puede ser usado para medir la cobertura aérea de las plantas regularmente con la copa de la cobertura sólida (casi el 100%) relativamente grande del área basal. Es conveniente para medir la cobertura aérea de las plantas del bosque, arbustos y árboles.
Por ejemplo, en trabajos más directamente enfocados al estudio de la riqueza y diversidad de la flora arvense en sistemas de cultivo (melón, papaya, limón y milpa) en Santa María Tecomavaca, Oaxaca el método que se usó para los muestreos fue la Línea de Canfield.

## Importancia
Este método tiene como importancia ayudar a describir a una comunidad vegetal en el área de estudio, tal es el caso de la cobertura vegetal. Asimismo existe una mejora a este método con el que se estima la densidad vegetal, es decir, las mediciones hechas en campo sirven para estimar al mismo tiempo cobertura y densidad vegetal.